# میشا تیت
میشا ترزا تیت (انگلیسی: Miesha Theresa Tate؛ زادهٔ ۱۸ اوت ۱۹۸۶) مدل اهل ایالات متحده آمریکا است. او در هنرهای رزمی ترکیبی تبحر داشته و در مسابقات مبارزه قهرمانی نهایی (یواف‌سی) شرکت کرده و یکی از قهرمانان سبک‌وزن این مسابقات است. او در هنگام حضور در دبیرستان فرانکلین پیرس در تاکوما، واشینگتن کشتی‌گیر مبتدی شد. و در طول سال‌های تحصیل خود در سال ۲۰۰۵ مسابقات قهرمانی کشور، موفق به کسب مدال طلای خود شد. او همچنین در فیلم دره مبارزه (۲۰۱۶) بازیگری را تجربه کرده‌است.